# Hniezdne
Hniezdne (bis 1927 slowakisch „Gniazda“ – bis 1948 „Gňazdá“; deutsch Kniesen, polnisch Gniazda, ungarisch Gnézda) ist ein Dorf im Nordosten der Slowakei mit 1404 Einwohnern (Stand 31. Dezember 2022). Es gehört zu den ältesten Siedlungen im Norden der Landschaft Zips.

## Geographie
Das Dorf befindet sich im Tal des Flusses Poprad an der Mündung der Kamienka in diesen, am Nordhang der Leutschauer Berge und nahe der Pieninen. Das Ortszentrum liegt auf einer Höhe von 539 m n.m. und ist fünf Kilometer von Stará Ľubovňa sowie 44 Kilometer von Poprad entfernt.

## Geschichte
Die erste urkundliche Erwähnung des Ortes Knysen datiert aus dem Jahr 1286. Vornehmlich deutsche Siedler ließen sich vermutlich schon einige Jahre vorher am linken Ufer der Poprad nieder. 1412 wurde Hniezdne durch den ungarischen König  Sigismund von Luxemburg zur Freien Königsstadt erhoben und gemeinsam mit anderen Zipser Städten an Polen verpfändet. Erst 1772 ging das Gebiet zurück an Ungarn und Hniezdne war nunmehr Teil der Provinz der 16 Zipser Städte.
Neben dem Ackerbau und dem Handel mit dem nahen Polen lebten die Bewohner auch vom Handwerk. Vor allem für ihre Schmiedekünste, Schneider und Schuhmacher waren die Kniesener bekannt.

## Bevölkerung
Bis in die erste Hälfte des 20. Jahrhunderts hatte der überwiegende Teil der Bevölkerung deutsche Wurzeln. Erst nach dem Zweiten Weltkrieg mussten die meisten ihre slowakische Heimat verlassen und zogen überwiegend nach Deutschland und Österreich. Waren im Jahr 1880 noch 1034 von 1295 Einwohnern deutscher Herkunft, bezeichneten sich 1991 bei der Volkszählung nur 18 von 1355 als Deutsche.
Nach der Volkszählung 2011 wohnten in Hniezdne 1463 Einwohner, davon 1338 Slowaken, 72 Roma, zwölf Deutsche, je sieben Russinen und Tschechen, fünf Ukrainer, zwei Polen und je ein Kroate und Magyare. 18 Einwohner machten keine Angabe. 1.332 Einwohner bekannten sich zur römisch-katholischen Kirche, 86 Einwohner zur griechisch-katholischen Kirche, sieben Einwohner zur evangelischen Kirche A. B., drei Einwohner zur orthodoxen Kirche und je ein Einwohner zur reformierten Kirche und zu den Zeugen Jehovas. 18 Einwohner waren konfessionslos und bei 25 Einwohnern ist die Konfession nicht ermittelt.
Ergebnisse nach der Volkszählung 2001 (1.394 Einwohner):
| Nach Ethnie: - 95,55 % Slowaken - 2,44 % Roma - 1,29 % Deutsche - 0,29 % Tschechen - 0,29 % Ukrainer | Nach Konfession: - 91,68 % römisch-katholisch - 5,28 % griechisch-katholisch - 1,87 % konfessionslos - 0,36 % evangelisch - 0,29 % keine Angabe |

## Sehenswürdigkeiten
Im Jahr 1820 wurde die röm.-katholische Kirche des hl. Bartholomäus geweiht. Sie entstand auf den Fundamenten einer älteren Kirche und ist barock und klassizistisch eingerichtet. Vor der Kirche steht eine 1873 errichtete Dreifaltigkeitssäule, die wie in vielen anderen Städten an eine überstandene Cholera-Epidemie erinnern soll.
2012 wurde im Dorf eine Ausstellung namens „Nestville Park“ eröffnet, die traditionelle Handwerke und eine traditionelle Brennerei zeigt. Zugleich wird Besuchern der „erste slowakische Whisky“ angeboten, der ebenfalls „Nestville“ heißt und direkt nebenan hergestellt wird.
|  |

## In Hniezdne geborene Persönlichkeiten
- Hubert Petras (1929–2010), Designer und Hochschullehrer in der DDR